# Ellinikí Radiofonía Tileórasi
Ellinikí Radiofonía Tileórasi (gr. Ελληνική Ραδιοφωνία Τηλεόραση – grecki nadawca publiczny radiowo-telewizyjny.

## Historia
Radio publiczne powstało w 1926 roku nadając pierwszy program Kalimera Ellada. Telewizja zaś powstała w 1966 roku.
W październiku 1926 roku, podczas Międzynarodowych Targów w Salonikach inżynier Christos Tsiggiridis zaprezentował nadajnik radiowy własnej produkcji. Reklamował wystawców i nadawał muzykę. W 1928 roku Tsiggiridis otrzymał oficjalną licencję na nadawanie programu radiowego podczas III Międzynarodowych Targów w Salonikach. Uruchomione na jej mocy Radio Tsiggiridis było pierwszą stacją radiową nie tylko w Grecji i Bałkanach, ale w całej Europie Południowo-Wschodniej.
W roku 1960 przeprowadzono pierwsze próby transmisji telewizyjnych. Na terenie Grecji było wówczas zaledwie 250 telewizorów. Mieszkańcy Macedonii odbierali program jugosłowiański, na Wyspy Jońskie docierały audycje włoskie, a na Krecie oglądane były programy amerykańskie, dzięki mieszczącej się tam bazie wojskowej. We wrześniu 1960 roku, podczas kolejnych Międzynarodowych Targów w Salonikach, inżynier Manos Iatridis, pracownik i przedstawiciel firmy energetycznej Dimosia Epicheirisi Ilektrismou, we współpracy z firmą Philips zaprezentował możliwości telewizji.

We wrześniu 1965 roku ze studia w Zappeion nadano pierwszy test techniczny, a w październiku zainstalowano w budynku New Intercity Hall of Athens (NYMA) OTE na piątym piętrze eksperymentalne studio telewizyjne. Regularne transmisje rozpoczęły się 23 lutego 1966 roku, o godzinie 18.30.

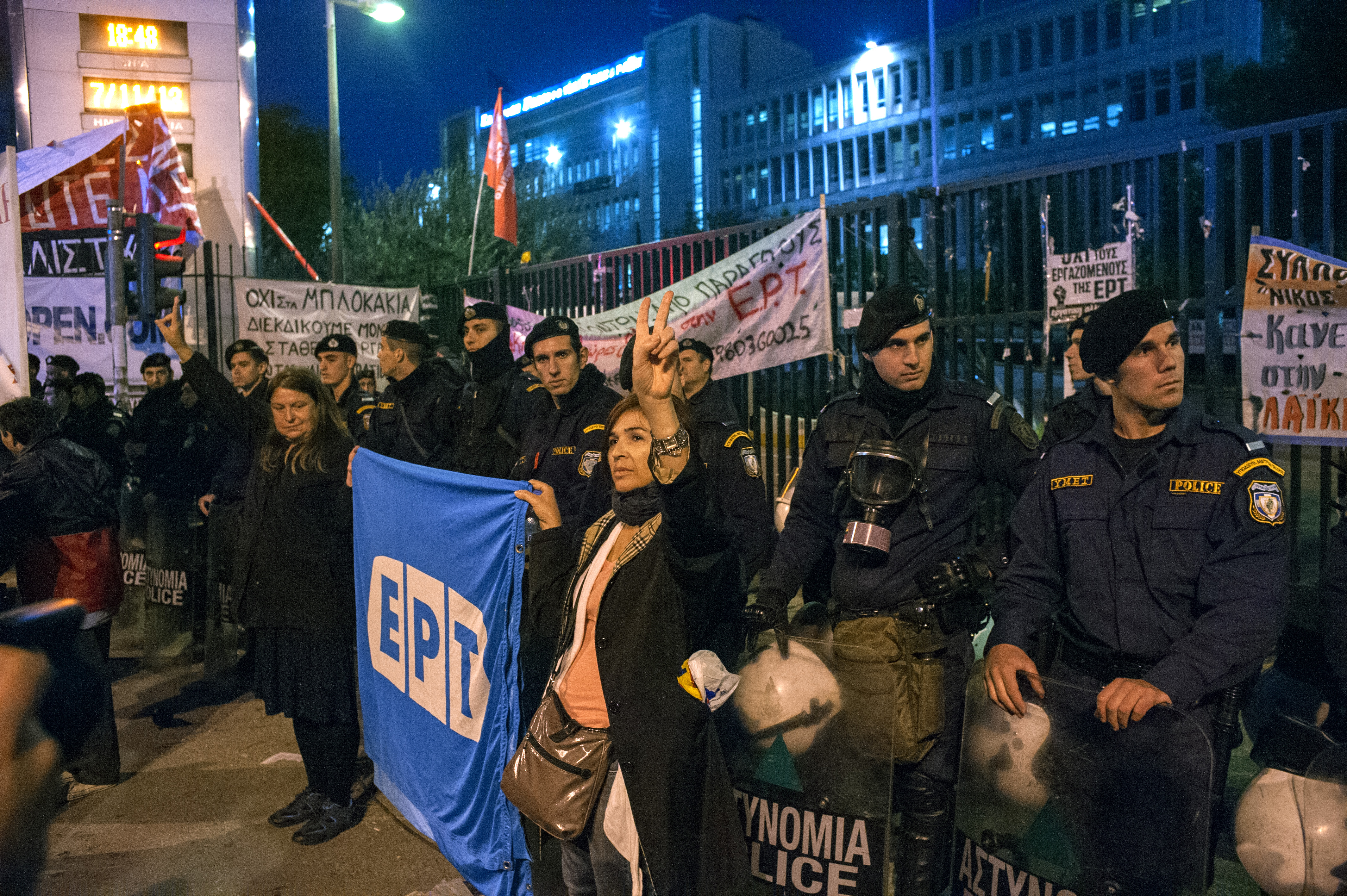
Demonstracje pod siedzibą nadawcy w Atenach, listopad 2013.

13 grudnia 1975 roku, na podstawie ustawy 230, publiczny gracki nadawca stał się spółką akcyjną z całościowym udziałem państwa. Otrzymał nazwę ΕRΤ, czyli Ελληνική Ραδιοφωνία Τηλεόραση (Greckie Radio i Telewizja).
11 czerwca 2013, decyzją rządu, ERT została rozwiązana. Zapowiedziano powstanie nowego przedsiębiorstwa nadawczego, o znacznie zmniejszonym personelu i budżecie. 11 czerwca 2015 wznowiła działalność, w związku z czym zastępujące ją NERIT zakończyło nadawanie. ERT rozpoczęło ponowne nadawanie o godzinie 6 rano od pokazania na ekranie greckiej flagi i zaprezentowania hymnu państwowego, po czym nadano pierwszy serwis informacyjny.

## Telewizja
- ERT1 - pierwszy program telewizji publicznej. Program  Wiadomości (Ειδήσεις) nadawany jest o godz. 14.00 i 23.00 czasu greckiego. W tym kanale nadawane jest także losowanie gry liczbowej OPAP, czyli odpowiednika polskiego Lotto (o godz. 21.00)
- ERT2 - drugi program telewizji publicznej o profilu informacyjnym, następnie rozrywkowym. Stacja nadaje również transmisje sportowe i program poranny. Programy nadawane w NET są również emitowane w ERT World
- ERT3 - trzeci program telewizji publicznej. Jest nadawany w Salonikach. Jest to program o dużej zawartości tematów regionalnych.
- ERT Sports
- ERT News
- Kanali Voulis - kanał parlamentarny nadawany na satelicie Hot Bird. W weekendy nadawane są programy teatralne, seriale, dokumenty i filmy.
- ERT World (kiedyś ERT SAT) - kanał dla emigrantów z Grecji. W godz. 5.45 - 12.00 nadawane są programy z kanału NET. Wiadomości nadawane są o 11.00, 14.00, 17.00, 20.00, 23.00 ,18.00(RIK). Nadawane są na nim także transmisje sportowe. Podczas przerw pokazywane są reklamy o Grecji.

### Kanały zlikwidowane
- Prisma+ - grecki kanał nadawany w formacie DVB-T. Emituje seriale i dokumenty.
- Cine+ - grecki kanał nadawany w formacie DVB-T. Emituje filmy.
- Sport+ - grecki kanał nadawany w formacie DVB-T. Emituje transmisje sportowe.
- ERT HD - kanał telewizji publicznej, nadawany w standardzie HDTV (1080i).
- Info+
- Studio+

## Radio
- First Programme (ERA 1)
- Second Programme (ERA 2)
- Third Programme (ERA 3)
- ERA Sport
- Kosmos 93.6
- Voice of Greece
- 102 FM
- 95.8 FM (Grecja)
- Zeppelin 106.7
- 19 regionalnych stacji (Heraklion, Chania, Rhodes, Mytilini, Orestiada, Komotini, Kavala, Serres, Kozani, Florina, Ioannina, Larisa, Volos, Corfu, Zakynthos, Patra, Pyrgos, Tripoli and Kalamata)

## Odbiór
- Kanały ET1, NET i ET3 były kodowane w systemie Irdeto.
- ERT World na wszystkich transponderach był niekodowany.
- Kanały Prisma+, Cine+ i Sport+ nadawał w formacie DVB-T.